# 薩諾克城堡

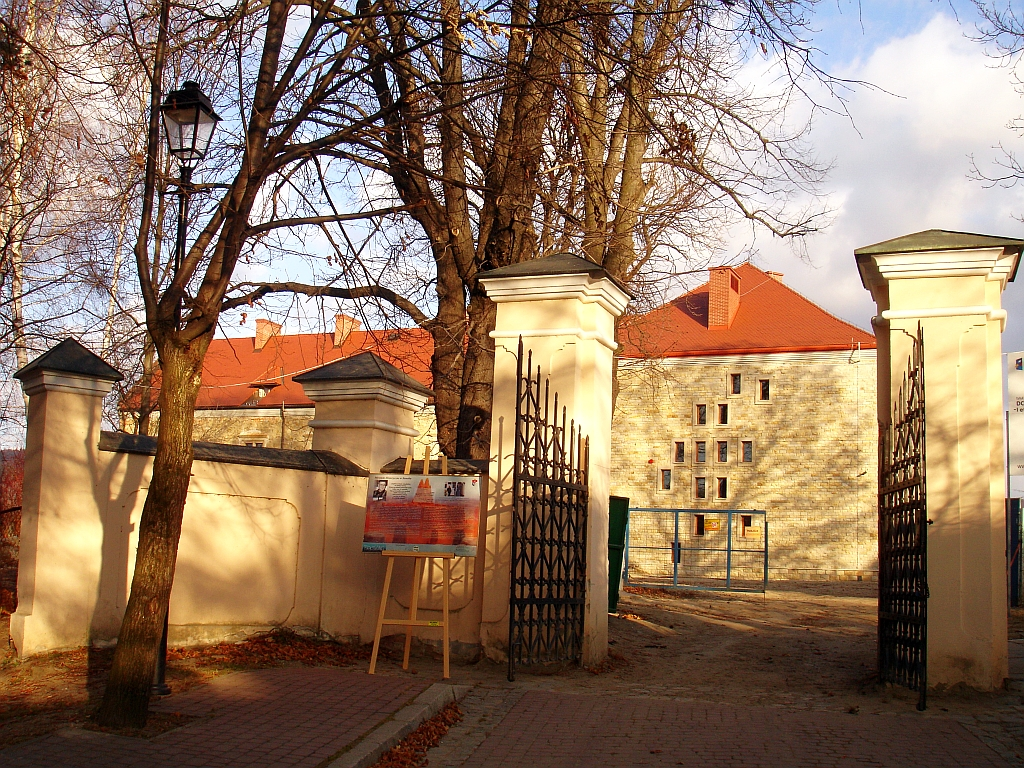
薩諾克城堡

薩諾克城堡（Sanok Royal Castle）是波蘭的一座城堡，位於波蘭東南部城市薩諾克。這座城堡修建於14世紀。薩諾克城堡地處一座高317米的小山上。現在薩諾克城堡是薩諾克歷史博物館的展館。 

## 外部連結
- （波兰語） Historical Museum in Sanok （页面存档备份，存于）

49°33′44″N 22°12′33″E / 49.56222°N 22.20917°E